# Uncut
La revista Uncut, comercializada como UNCUT, es una popular publicación mensual con sede en Londres. Está disponible en todos los países de lengua inglesa, y se centra en la crítica musical, aunque también incluye una sección de cine. En la revista también se analizan libros de temática musical, y bajo la marca de Uncut también fue publicada una revista en DVD desde 2005 al 2006.

## Uncut(Revista principal)
Lo contenidos de Uncut' incluyen extensos análisis de álbumes antiguos, entrevistas con directores de cine, noticias de música y cine, y reviews de importantes lanzamientos de álbumes y DVD. La parte musical de la revista tiende a enfocarse en géneros como el rock americano y country alternativo. Cada mes la revista incluye un Compact Disc gratuito, que suele incluir tanto nuevos lanzamientos como antiguas canciones. Algunas ediciones especiales han presentado a artistas como Radiohead, Bob Dylan, Bruce Springsteen, The Byrds, David Bowie, Demon Records, Eric Clapton, John Lennon, Pink Floyd, Queen, Martin Scorsese, Motown Records, Morrissey, George Harrison, Jimmy Page, Led Zeppelin y muchos más.
Uncut sufrió un cambio de diseño radical en mayo de 2006, cuando la dirección de la revista decidió no seguir haciendo análisis de libros, y redujo su contenido sobre cine. Allan Jones ha sido el editor de Uncut desde su comienzo. Habiendo sido exeditor de Melody Maker, ha conseguido mantener su propia identidad en la publicación, en la que escribe una columna mensual, contando historias sobre su larga carrera al servicio del periodismo musical.